# Rohrbach Metallflugzeugbau
Die Rohrbach Metallflugzeugbau GmbH war ein 1922 von Adolf Rohrbach in Berlin gegründetes Unternehmen zum Bau von fortschrittlichen Ganzmetallflugzeugen. Zur Umgehung der Auflagen des Versailler Vertrages entstand zeitgleich die Rohrbach-Metall-Aeroplane Co. A/S in Kopenhagen.

## Firmengeschichte
Rohrbach, ein erfahrener Flugzeugbauer, der auch an der Technischen Hochschule Charlottenburg lehrte, gründete 1922 die Rohrbach Metallflugzeugbau GmbH mit Firmensitz in der Friedrichstraße 203, wo lediglich Konstruktionszeichnungen erstellt und Einzelteile für die Maschinen gebaut wurden, die dann in der Fabrik in Kopenhagen zum Einsatz kamen. Deshalb gründete Rohrbach parallel dazu in Kopenhagen die Rohrbach-Metall-Aeroplane Co. A/S zum Bau der Maschinen und Endmontage der Flugzeuge. Der erste Auftrag betraf den Bau von Hochsee-Flugbooten für die Firma Mitsubishi. Weitere Aufträge kamen von der Britische Marine und für die Ro IIIa Rodra für die Türkische Marine. Für die neugegründete Deutsche Luft Hansa entstanden zweimotorige Landflugzeuge sowie die dreimotorige Ro VIII Roland, das erfolgreichste Verkehrsflugzeug für die Luft Hansa. Zwischen 1922 und 1926 wurde die Rohrbach Metallflugzeugbau zum drittgrößten deutschen Flugzeugproduzenten.
Ab 1924 entstand eine Fertigungshalle auf dem Gelände der Kiautschoustraße 9–12 und der Sprengelstraße 28–32 inmitten eines Wohngebietes in Berlin-Wedding, das zuvor der Norddeutschen Lagerhausgesellschaft gehört hatte. Die Standortwahl war insofern ungewöhnlich, als dass sie fernab jeden Flughafens war und keine Möglichkeiten der Erweiterung bot. Es ist anzunehmen, dass dies aus Gründen der Tarnung geschah, da der Flugzeugbau in Deutschland damals durch den Versailler Vertrag verboten war. Die Firma war nicht nur im zivilen Flugzeugbau engagiert, sondern bemühte sich auch um Aufträge aus dem Reichswehrministerium. Es ist bekannt, dass Rohrbach sich bereits im Herbst 1923 um einen Kredit beim Reichswehrministerium für den Ausbau seines Flugzeugwerkes bemühte. Die Zusammenarbeit mit der Reichswehr strebte er mit der Absicht an, den in Berlin bestehenden Versuchsbetrieb zu einer Fabrik mit 200 bis 300 Facharbeitern zu erweitern. In diesem Werk sollten dann alle Arten von Flugzeugen, auch militärische, hergestellt werden. Das Werk in Dänemark sollte zur Umgehung der Bestimmungen des Versailler Vertrages bestehen bleiben. Das Flugzeugwerk entstand auf dem Industriegebiet nach einem Entwurf von Werner March. Die Halle hatte eine Länge von 60 Metern und eine Breite von 46 Metern. An der Kiautschoustraße entstand ein Bürogebäude zur Unterbringung der Konstruktionsabteilung. 1927 kam eine Erweiterung der Fabrikhalle hinzu, die an die Sprengelstraße grenzte. Der Komplex wurde im Jahr 2004 abgerissen, auf seinem Gelände entstand der Sprengelpark.
Im April 1934 übernahm die Weser-Flugzeugbau GmbH das Unternehmen. Adolf Hitler nutzte für seinen Deutschlandflug zum Wahlkampf 1932 eine von der Luft Hansa gemietete Ro VIII Roland. In den zehn Jahren seines Bestehens stellte das Unternehmen, ohne Lizenzbauten, insgesamt nur 41 Flugzeuge her.

## Modellgeschichte

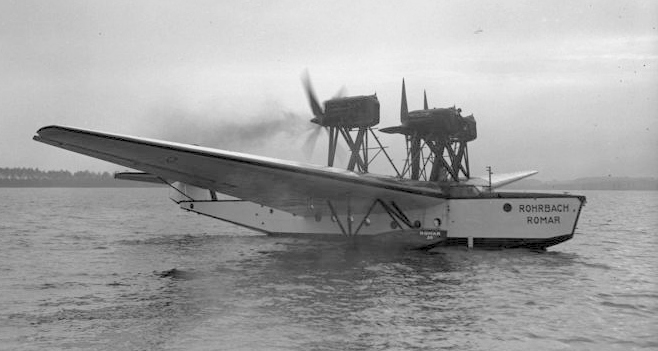
Eine Rohrbach „Romar“ 1928

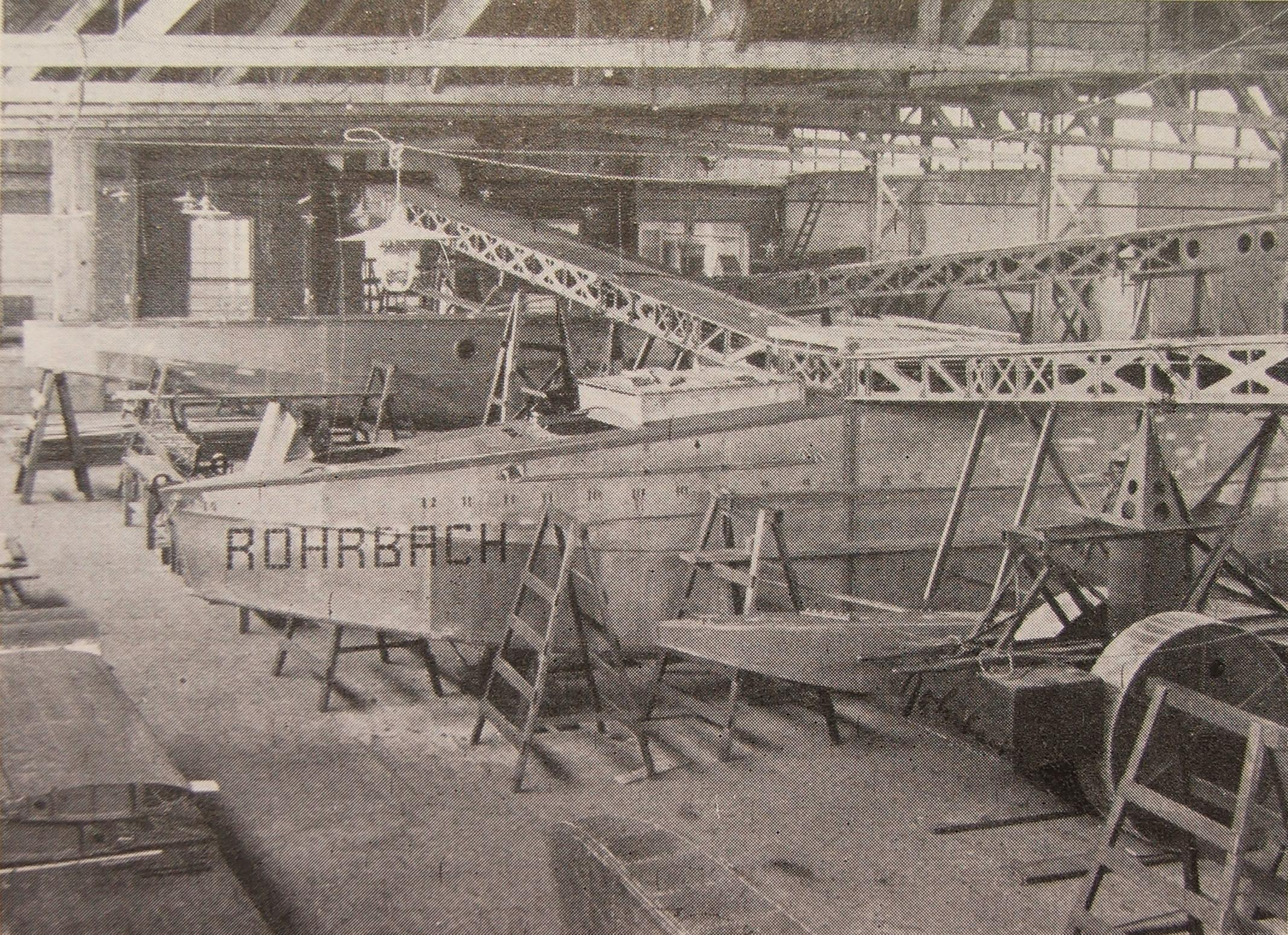
Bau einer Rohrbach Ro IIIa „Rodra“ 1927

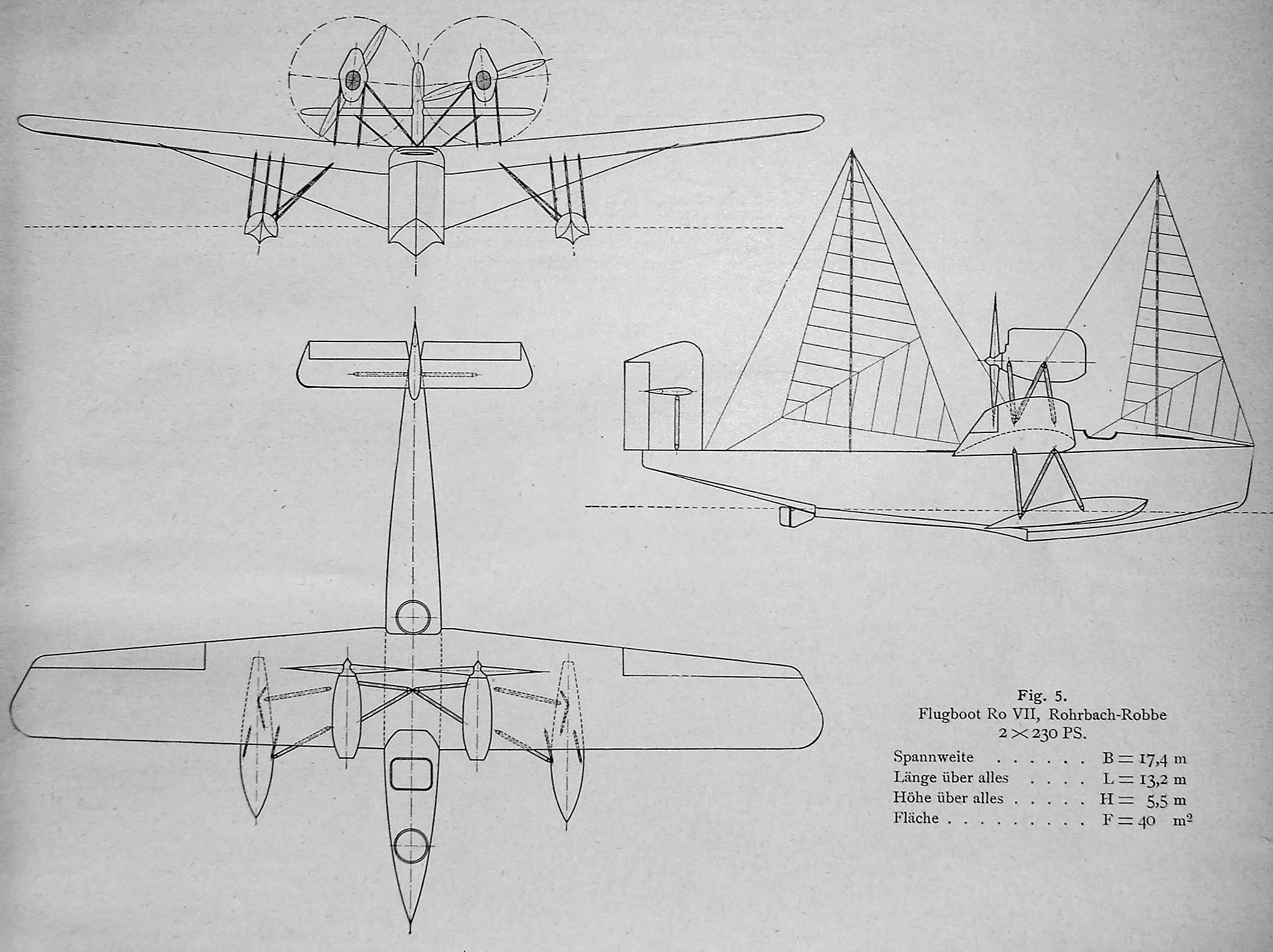
Technische Zeichnung: Flugboot Rohrbach-Robbe Ro VII

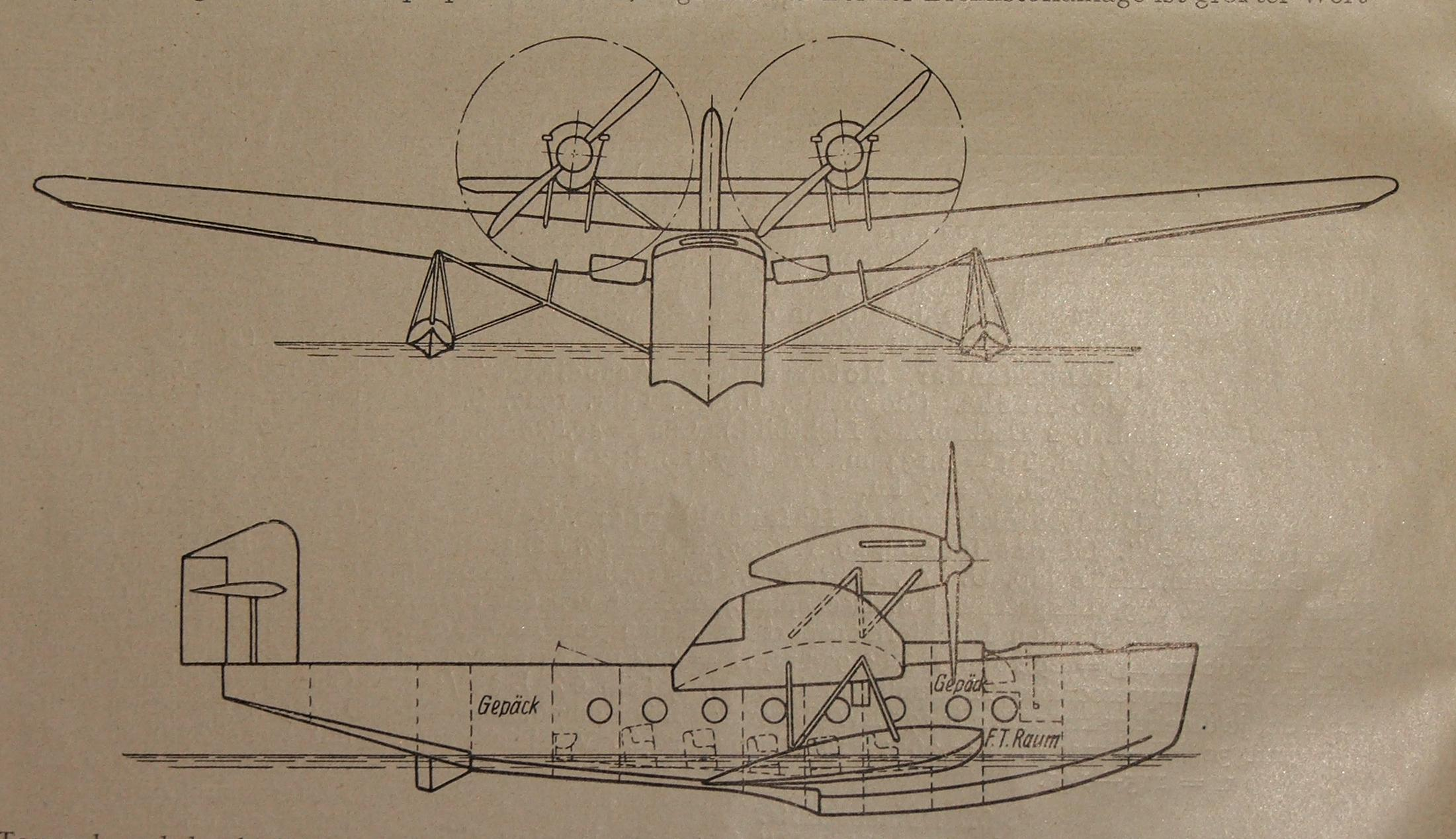
Technische Zeichnung: Flugboot Rohrbach Rocco

Erste gebaute Konstruktion war das für die japanische Marine konstruierte zweimotorige Flugboot Ro II. Es folgten die Ro III und Ro IIIa Rodra, von denen die Letztgenannte auch in die Türkei exportiert wurde. Erfolgreichste Konstruktion war die Ro VIII Roland, ein dreimotoriges Verkehrsflugzeug für 10 Passagiere. Das einzige einmotorige Flugzeug der Firma war das Hochdecker-Jagdflugzeug Ro IX Rofix, das allerdings nach Absturz des ersten Prototyps mit dem bekannten Piloten Paul Bäumer am Steuer nicht weiter verfolgt wurde. Zu den großen Flugbooten seiner Zeit zählte auch die Rohrbach Ro X „Romar“. Um das Flugzeug zu seinem Einsatzort zu bringen, musste es in Einzelteile zerlegt und durch die engen Straßen des Sprengelkiezes zum Nordhafen transportiert werden. Von da aus gelangten die Teile nach Travemünde, wo sich die Erprobungsstelle See befand.

„…Das Rohrbach-Riesen-Flugboot ist das grösste der Welt. Es wiegt 300 Ctr. Die Flügelspannweite beträgt 37 m, die Rumpflänge 22,70 m. Es ist mit 3 Motoren von insgesamt 2400 P.S. ausgestattet. Das ganze Boot besteht aus 8 wasserdichten Schotten wie sie die Ozeandampfer haben, welche bei Havarie völlig gegeneinander abgeschlossen und ein Untergehen des Flugbootes verhindern.“

| Muster Flugboote, wenn nicht anders angegeben | Stückzahl   | geliefert an | im Jahr |
| --------------------------------------------- | ----------- | ------------ | ------- |
| Ro I                                          | nur Modell  |              |         |
| Ro II                                         | 2           | Japan        | 1924    |
| Ro III                                        | 7           | Japan        | 1924/25 |
| Ro IIIa Rodra                                 | 2           | Türkei       | 1926    |
| Ro IV (Beardmore Inverness)                   | 1           | England      | 1925    |
| Ro V Rocco                                    | 1           | Deutschland  | 1927    |
| Ro VII Robbe I/II                             | 2           | Deutschland  | 1926    |
| Ro VIII Roland I (Landflugzeug)               | 9           | Deutschland  | 1926/27 |
| Ro VIII Roland II (Landflugzeug)              | 2           | Deutschland  | 1928    |
| Ro IX Rofix (Landflugzeug)                    | 2           | Deutschland  | 1926    |
| Ro X Romar I                                  | 3           | Deutschland  | 1929    |
| Ro X Romar II                                 | 1           | Frankreich   | 1931    |
| Ro XI Rostra                                  | 2           | unverkauft   | –       |
| Ro XII Roska                                  | nur Projekt | –            | 1926/27 |
| Roterra                                       | nur Projekt | –            | –       |

## Nachfolger
Anfang der 1930er Jahre musste die Firma Rohrbach aus wirtschaftlichen Gründen den Betrieb einstellen. Sie wurde im April 1934 von der Weserflug aus Lemwerder übernommen. Rohrbach wurde dort Technischer Direktor. Die Fabrik im Wedding wurde zunächst als „Werk Rohrbach“ weitergeführt, aber ab Oktober 1936 schrittweise nach Lemwerder verlegt, das Werk ging in den Besitz der Bank der Deutschen Luftfahrt über und wurde liquidiert. Die Rohrbach Metallflugzeugbau GmbH wurde zum 31. Dezember 1941 aus dem Handelsregister gelöscht.